# Musalaha
 (mai 2011).
Si vous disposez d'ouvrages ou d'articles de référence ou si vous connaissez des sites web de qualité traitant du thème abordé ici, merci de compléter l'article en donnant les références utiles à sa vérifiabilité et en les liant à la section « Notes et références ».
Musalaha (en arabe : مصالحة ; en hébreu : מוסאלחה) est une organisation à but non lucratif qui œuvre en vue de la réconciliation entre Israéliens et Palestiniens sur la base des principes bibliques de paix, de justice, et d'amour fraternel, tels qu'ils apparaissent dans la vie et l'enseignement de Jésus-Christ. Le nom Musalaha provient du mot arabe qui signifie « réconciliation ». La vision de cette organisation, telle qu'elle apparaît sur le site officiel, est la suivante :

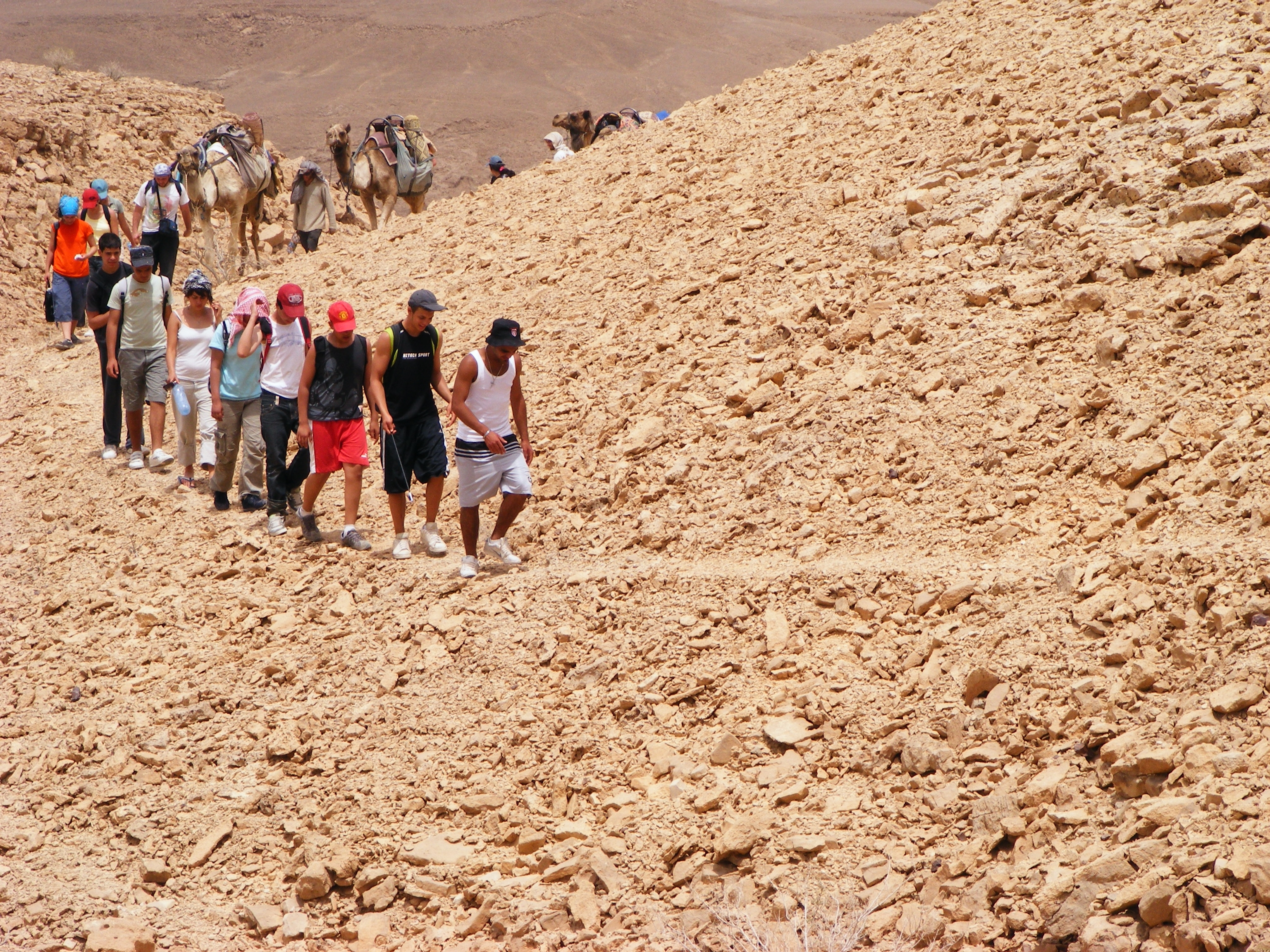

## Vue d’ensemble
« Nous cherchons à être un encouragement et à faciliter la réconciliation, en premier lieu parmi les Chrétiens palestiniens et les Juifs messianiques israéliens, et au-delà parmi nos communautés respectives. »
Le travail de Musalaha vise en pratique « à créer des ponts entre différents segments de la société israélienne et de la société palestinienne, selon les principes bibliques de réconciliation ».
Musalaha fonctionne en partenariat avec un certain nombre d'organisations internationales, telles que les Reconciliation Ministries aux États-Unis, l'association Amzi en Allemagne et en Suisse, ainsi que des organisations locales, palestiniennes et israéliennes. Les membres du comité directeur sont tous des responsables juifs messianiques et chrétiens palestiniens, en Israël ou dans les Territoires palestiniens.

## L'histoire de Musalaha
L'organisation Musalaha a été fondée en 1990. En effet, durant la première Intifada, le besoin d'unité entre les Chrétiens israéliens et palestiniens s'était particulièrement fait ressentir. Le Dr. Salim J. Munayer, un Palestinien originaire de Lod, raconte qu'à cette époque, le manque d'unité était clairement ressenti par les responsables chrétiens des deux côtés. 
En réponse à ce problème, ils « fondèrent Musalaha pour être une plateforme permettant d'amener les gens de leurs communautés respectives à entrer dans un processus de réconciliation fondé sur les principes bibliques »  
Leur vision était de créer un espace neutre pour que les Juifs messianiques israéliens et les Chrétiens palestiniens puissent se rencontrer et recevoir un enseignement spécifique sur le thème de la réconciliation. Au début, Musalaha a commencé par emmener des groupes de Palestiniens et d'Israéliens en voyage dans le désert, l'endroit parfait pour ce genre de rencontres à cause du calme et de la solitude qui y règnent naturellement.
Munayer explique ce choix en disant :
« Je voulais essayer d'emmener des groupes de gens [Israéliens et Palestiniens] dans le désert pendant trois jours. Je crois que quand ils sont loin de leur environnement et de leur entourage habituel, dans un contexte où ils doivent coopérer, nous pouvons commencer à briser les barrières et à construire des relations de confiance. » 

De cette simple petite graine, Musalaha a bien poussé et s'est développé pour devenir, sur le plan local et international, une entité reconnue qui a su mettre en place une large gamme d'activités pour promouvoir le rapprochement entre Israéliens et Palestiniens. Certes, ce n'est pas une tâche facile, notamment à cause de certains sujets sensibles tels que : les implantations israéliennes, les attaques de terroristes palestiniens, les questions bibliques concernant la Terre d'Israël, ainsi que les questions de justice sociale et de droit international. Sans toutefois ignorer ces sujets politiques et théologiques qui divisent, Musalaha cherche en priorité à rassembler les deux parties afin de créer des liens d'amitié, qui serviront ensuite de base solide pour entamer la tâche difficile de débattre des sujets qui fâchent.

Salim Munayer commente à ce sujet :
« En fondant Musalaha, nous savions d'avance que nous aurions à traiter ces questions. Mais nous avions aussi compris que Musalaha devait être avant tout un lieu sûr pour la discussion, un lieu où les gens pourraient d'abord développer des relations amicales, et ensuite s'exprimer, échanger, et débattre des questions qui nous divisent. Plusieurs voulaient traiter de ces problèmes dès le début, sans comprendre l'importance du processus : c'est-à-dire que ces questions seraient traitées en tant voulu et de manière appropriée, dans le cadre de relations amicales préalablement établies. » 
La stratégie pour établir ces fondements relationnels, selon Munayer, était de rassembler les deux parties autour d'une base biblique commune. « J'en suis venu à la conclusion que la théologie de la réconciliation était la meilleure théologie pour résoudre toutes ces questions et que, plus que tout autre chose, les croyants Juifs et Palestiniens avaient besoin de se rencontrer face à face. Toute autre option n'aurait pas été aussi efficace qu'une vraie rencontre, à cause des discours stéréotypés qui tendent à diaboliser ou à déshumaniser l'une ou l'autre partie. »
Frère André, le fondateur de la mission Portes Ouvertes, compte parmi les tout premiers supporters de Musalaha. Il a écrit à propos de Musalaha : « de tous les ministères en Israël, c'est celui-ci qui m'attirait le plus. Il me semblait être à la fois le plus ambitieux mais aussi le plus risqué. Ce n'était pas une idée promue par des missionnaires étrangers mais au contraire, le projet était né dans la communauté chrétienne locale. De plus, ce projet ne se contentait pas de parler simplement du problème entre Palestiniens et Juifs, mais il contribuait à rassembler les deux parties pour leur fournir une occasion de se réconcilier. » 

## Le travail de Musalaha
Au fil du temps, Musalaha a su développer un certain nombre de projets différents, depuis les rencontres dans le désert jusqu'aux conférences et ateliers de formation, tous dédiés à une seule et même cause : rassembler des Israéliens et des Palestiniens. Officiellement, Musalaha en tant qu'organisation n'a pas de position politique, cependant, comme le remarque Salim Munayer :
« Il serait naïf de dire que Musalaha n'a pas [d'objectifs politiques], parce qu'ici à Jérusalem, nous sommes tous concernés par la politique, c'est aussi naturel que respirer ou manger. Tout ce que nous disons et faisons a des implications politiques... C'est pourquoi, de fait, nous avons des objectifs politiques. Nous voulons voir les nations du Moyen-Orient, et plus particulièrement les Juifs israéliens et les Arabes palestiniens, être réconciliés par l'Évangile.» 
Pour permettre ce rapprochement, la liste des activités de Musalaha s'est considérablement accrue, depuis les rencontres dans le désert, pour inclure progressivement divers autres projets consacrés à différentes catégories de personnes (groupes de jeunes, groupes de femmes, etc.). Le but étant toujours de confronter des Israéliens et des Palestiniens chrétiens au message de réconciliation de l'Évangile, et ensuite de les équiper avec les outils bibliques nécessaires pour que cette vision de paix devienne une réalité.

### Ministère auprès des enfants
Dans la vision de Musalaha, le processus de réconciliation est un processus long et difficile. Cependant, plus il est engagé tôt, et plus il sera facile de faire des progrès significatifs. Pour les enfants, apprendre à comprendre l'Autre est une démarche qui vient rapidement et assez naturellement quand ils sont mis en contact les uns avec les autres.
Dans cette optique, Musalaha organise chaque année un camp d'été pour les enfants. Ce camp est unique en ce qu'il rassemble des enfants israéliens et palestiniens (entre 9 et 12 ans) dans un environnement neutre et une ambiance amicale. Pour beaucoup d'enfants israéliens, ce camp est la première occasion qui leur est offerte de rencontrer des enfants palestiniens, et vice versa. Cela s'avère être une expérience particulièrement formatrice pour ces enfants, avec une influence positive sur leur perception réciproque à long terme.

### Ministère auprès des jeunes

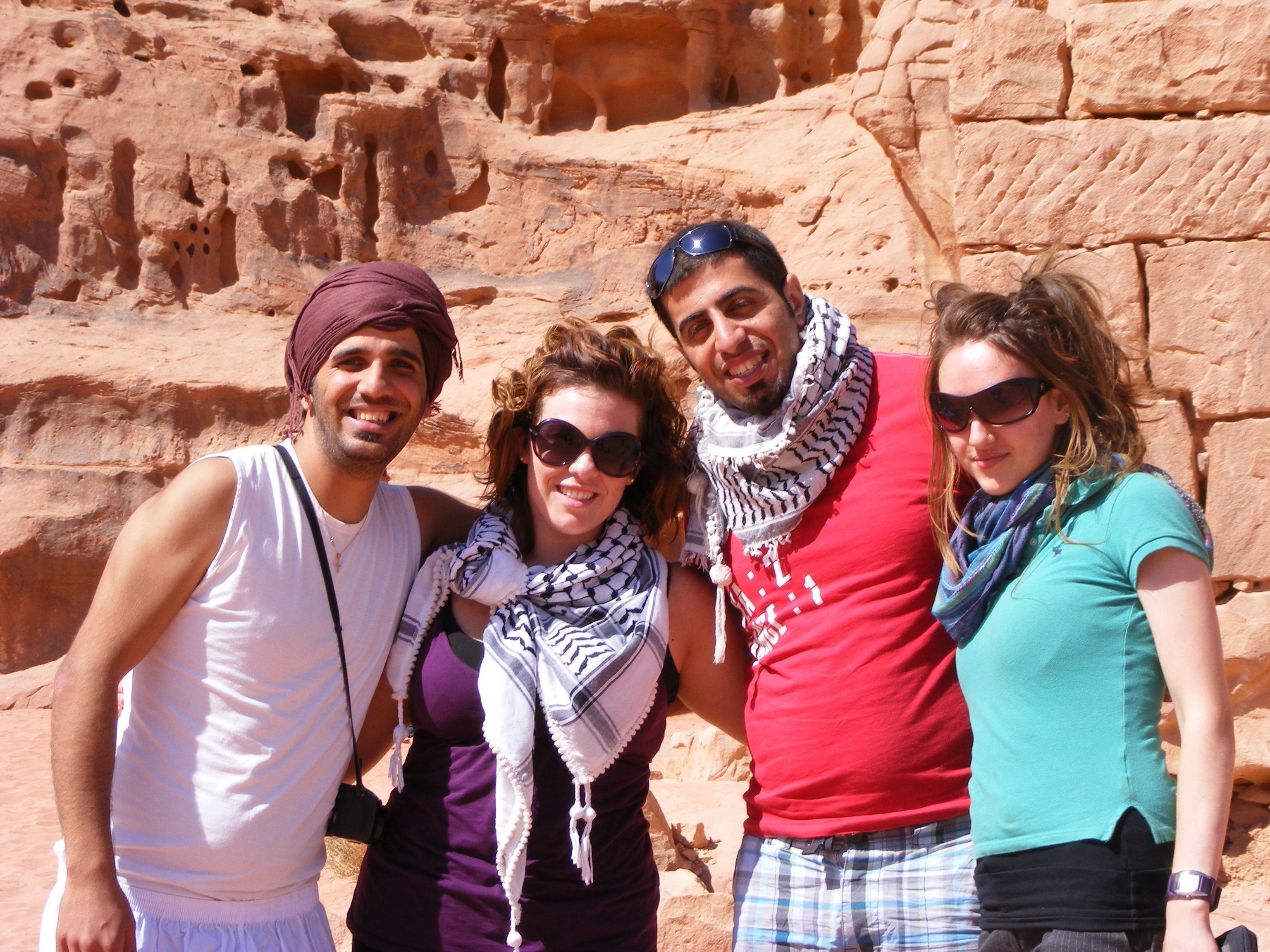

Musalaha se concentre aussi sur le développement d'une éthique de réconciliation pour la jeunesse. Une rencontre de jeunes dans le désert est organisée une fois par an, pour environ cinquante adolescents israéliens et palestiniens. Durant ces rencontres, ils reçoivent une formation adaptée sur la réconciliation. C'est une occasion unique pour ces jeunes de tisser des relations fraternelles les uns avec les autres. Ces rencontres sont aussi agrémentées de diverses activités, comme par exemple des randonnées ou des méharées. Ces rencontres ont lieu soit dans le désert du Negev soit dans la Arabah.

### Ministère auprès des jeunes adultes
Une autre rencontre annuelle dans le désert est organisée pour les jeunes adultes (entre 20-30 ans), en Jordanie, à Wadi Rum. Cette rencontre est faite sur le même principe que les rencontres de jeunes adolescents. Cependant, celle-ci implique généralement des discussions plus poussées et des débats à un niveau plus élevé étant donné que les participants sont, le plus souvent, des étudiants. De plus, parmi les jeunes participants israéliens, la plupart viennent tout juste de terminer leur service militaire obligatoire.
Musalaha considère les jeunes adultes comme une population importante à atteindre. En effet, ils représentent une force vive et certains d'entre eux seront appelés à occuper des postes à responsabilités, dans la société ou dans leurs communautés respectives. Or les liens qui se créent pendant cette période charnière sont des liens qu'ils garderont toute leur vie. L'accent de ces rencontres dans le désert reste placé sur la réconciliation et la consolidation du lien fraternel.

### Ministère auprès des femmes
Musalaha a établi tout un réseau de groupes de femmes, qui rassemble des femmes israéliennes et palestiniennes dans un esprit de communion, d'écoute et d'entraide. Ces femmes ont l'occasion, durant les réunions régulières, d'apprendre à se connaître et à tisser des liens privilégiés. Elles reçoivent aussi une formation spéciale, lors de conférences et de séminaires qui sont organisés chaque année, lesquels se concentrent de façon intensive sur la réconciliation. Ces femmes sont aussi encouragées à démarrer leurs propres activités de réconciliation ainsi que des projets d'actions sociales ou humanitaires. L'accent mis sur ce ministère auprès des femmes provient du constat suivant : ces femmes ont une influence significative en tant que mères et épouses et elles représentent un puissant facteur de changements au sein de leurs communautés respectives.

### Ministère auprès des responsables (d'église)
Les responsables de chaque communauté ont une grande influence significative aussi bien dans l'Église que dans la société qui les entoure. Musalaha cherche activement à former ces responsables, israéliens et palestiniens, pour qu'ils deviennent des agents de la réconciliation en Jésus-Christ. Le postulat de base est que des responsables formés pour la réconciliation peuvent ensuite à leur tour aider à transformer les mentalités dans une perspective de paix et de justice conforme à l'Évangile. Ces leaders peuvent aussi être les témoins d'un changement de mentalité qui influencera de façon positive les gens autour d'eux. De nombreuses conférences et plusieurs séminaires sont organisés pendant l'année pour ces responsables d'Églises et de communautés ainsi que leurs familles.

## Publications
De nombreux articles et autres rapports sont directement disponibles sur le site internet de Musalaha. Par ailleurs, Musalaha a édité à ce jour plusieurs ouvrages (uniquement en anglais).
- You have heard it said – Events of Reconciliation, Jonathon McRay (Resource Publications, 2011)
- In the Footsteps of our Father Abraham, Salim J. Munayer (dir.), éd. Art Plus, 1993

Ce livre est un recueil d'articles rédigés à la fois par des responsables juifs messianiques et des Chrétiens palestiniens, sur le sujet de la réconciliation, ses fondements bibliques et ses implications pratiques. L'ouvrage contient aussi des remarques et des réflexions formulées par différents participants aux conférences de Musalaha.
- Seeking and Pursuing Peace : the Process, the Pain, and the Product, ouvrage collectif, Salim J. Munayer (dir.), éd. Yanetz Ltd., 1998

Ce livre regroupe une série d'articles écrits par différents auteurs israéliens et palestiniens, tels que Naim Ateek et Arnold Fruchtenbaum. Les auteurs de ces articles réfléchissent sur le thème de la paix et des façons de faire la paix au Proche-Orient. Une section de l'ouvrage est consacrée aux activités de Musalaha.
- The Bible and the Land : An Encounter, ouvrage collectif dirigé par Lisa Loden, Peter Walker, and Michael Wood, éd. par Musalaha, 2000.

Cet ouvrage rassemble les contributions de divers auteurs qui exposent leur perspective concernant la théologie relative à la Terre Sainte et aux promesses bibliques concernant Israël.
- Musalaha Worship, عبادة مصالحة, הלל מוסאלחה, éd. par Musalaha, 2004

Ce livre est une compilation de chansons de louange en hébreu et en arabe, publiée par Musalaha.

## Les bureaux de Musalaha
Les bureaux de Musalaha se situent au sud de Jérusalem, dans le quartier de Talpiyot. Ceux qui participent aux activités de Musalaha viennent des quatre coins d'Israël, mais aussi des Territoires Palestiniens. Les conférences et séminaires ont lieu à différents endroits dans le pays. Cependant, comme il est souvent difficile de trouver un endroit où, à la fois les Israéliens et les Palestiniens se sentiront à l'aise, et où ils auront légalement le droit de se réunir, Musalaha est souvent obligé d'organiser ses activités à l'étranger, comme par exemple en Jordanie, à Chypre ou en Europe.

## Les partenaires de Musalaha
En tant qu'organisation non gouvernementale et association à but non lucratif, Musalaha dépend de la générosité de nombreux donateurs de par le monde.